# Venusian Summer
| Recensione | Giudizio |
| ---------- | -------- |
| AllMusic   | [ 1 ]    |

Venusian Summer è il primo album discografico solistico del batterista di jazz-fusion statunitense Lenny White, pubblicato dall'etichetta discografica Nemperor Records nel novembre del 1975.

## Tracce

### LP
Lato A
1. Chicken-Fried Steak – 4:33 (Doug Rauch, Doug Rodrigues)
2. Away Go Troubles Down the Drain – 3:31 (Lenny White, Doug Rauch, Doug Rodrigues)
3. The Venusian Summer Suite – 11:06 (Lenny White)

Lato B
1. Prelude to Rainbow Delta – 1:10 (Patrick Gleeson)
2. Mating Drive – 7:40 (Lenny White)
3. Prince of the Sea – 11:37 (Lenny White)

## Musicisti
Chicken-Fried Steak
- Lenny White - batteria, clavinet
- Doug Rodrigues - chitarra solista, chitarra ritmica
- Raymond Gomez - chitarra ritmica
- Jimmy Smith - organo
- Doug Rauch - basso

Away Go Troubles Down the Drain
- Lenny White - batteria, arrangiamento
- Doug Rodrigues - voce, chitarra solista, chitarra ritmica, arrangiamento
- David Sancious - minimoog, organo
- Weldon Irvine - organo
- Onaje Allan Gumbs - piano elettrico, clavinet
- Doug Rauch - basso, arrangiamento

Part 1. Sirenes
- Lenny White - minimoog, sintetizzatore eµ e ARP 2600, piano acustico, arrangiamento
- Patrick Gleeson - sintetizzatore eµ, minimoog, sintetizzatore ARP 2600, sintetizzatore Oberhaim Digital Sequencer
- Peter Robinson - sintetizzatore eµ, sintetizzatore ARP 2600
- Tom Harrel - minimoog

Part 2. Venusian Summer
- Lenny White - batteria, snap bass, arrangiamento
- Patrick Gleeson - sintetizzatore eµ, sintetizzatore ARP 2600, minimoog
- Hubert Laws - flauto
- David Sancious - minimoog
- Onaje Allan Gumbs - piano elettrico, piano acustico
- Peter Robinson - clavinet, minimoog
- Doug Rauch - basso

Prelude to Rainbow Delta
- Lenny White - tympani, snare drum, roto-toms, woodblock, triangle gong, marimba, suspended cymbal, arrangiamento
- Patrick Gleeson - sintetizzatore eµ, orchestra realizations
- Dennis MacKay - backwards gong

Mating Drive
- Lenny White - batteria, arrangiamento
- Raymond Gomez - chitarra solista
- Doug Rodrigues - chitarra ritmica
- Larry Young (Khalid Yasin) - organo
- Onaje Allan Gumbs - piano elettrico, mellotron
- Doug Rauch - basso

Prince of the Sea
- Lenny White - batteria, gong, arrangiamento
- Larry Coryell - chitarra elettrica
- Al Di Meola - chitarra elettrica
- Onaje Allan Gumbs - piano acustico, piano elettrico, organo
- Tom Harrel - flicorno
- Doug Rauch - basso

Note aggiuntive
- Lenny White - produttore (per la Berry Boo Enterprises Inc.)
- Registrazioni effettuate nel giugno e agosto del 1975 al Electric Lady Studios di New York City, New York
- Dennis MacKay - ingegnere delle registrazioni
- Orchestra sequences registrata al Different Fur di San Francisco, California
- John Viera e Dane Butcher - ingegneri delle registrazioni
- Remixaggio effettuato al Trident Studios di Londra, Inghilterra
- Dennis MacKay - ingegnere del remixaggio
- Abie Sussman - design copertina album originale
- Larry Kresek - illustrazione copertina frontale album originale
- Dennis Chalkin - fotografia retrocopertina album originale[3]

## Classifica
Album
| Anno | Classifica    | Posizione raggiunta |
| ---- | ------------- | ------------------- |
| 1976 | Billboard 200 | 177                 |